# Microkling

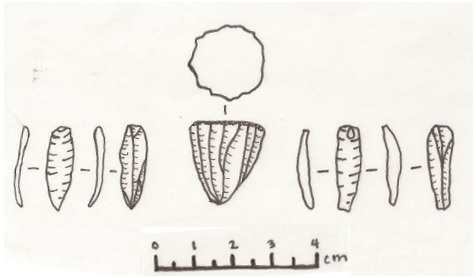
een voorbeeld van twee microklingen en een microkling-kern.

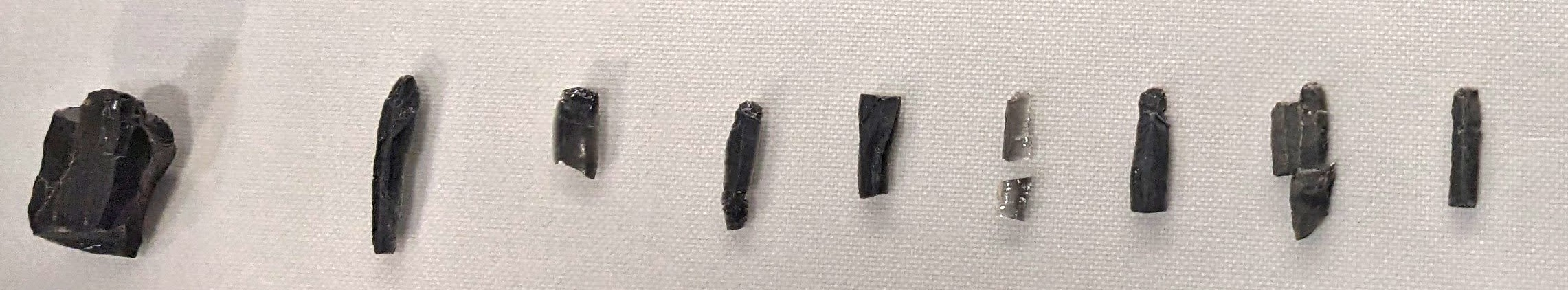
19.000 jaar oude microklingen gevonden in de Fukui-grot in Japan

Microklingen zijn kleine stenen klingen, die worden geproduceerd door het bewerken van silicarijke stenen zoals vuursteen, kwarts of obsidiaan. Ze vertegenwoordigen een periode van microliet-ontwikkeling die wordt gekenmerkt door de creatie en het gebruik van klingen, een gespecialiseerd type lithische afslagen die minstens twee keer zo lang als breed zijn. Een andere methode voor het definiëren van klingen richt zich op productiekenmerken, waaronder parallelle laterale randen en dorsale littekens, een gebrek aan cortex, een geprepareerd platform met een brede hoek en een proximale slagbult.  Microklingen zijn over het algemeen minder dan 50 mm lang in afgewerkte staat. 

## Geschiedenis

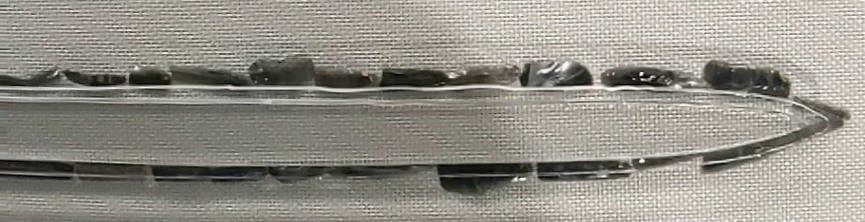
16.000-14.000 jaar oude microklingen gevonden in de Fukui-grot in Japan, gerangschikt als op een speerpunt

De geografische oorsprong van microklingen is onduidelijk, waarbij verschillende theorieën hun oorsprong in Zuid-Siberië, Noord-China of het Paleo-Hokkaido-Sachalin-Koerilen-schiereiland plaatsen, met data variërend van meer dan 30.000 jaar BP tot slechts 18.000 BP. Omdat microkling-technologie minder grondstoffen benodigd, relatief eenvoudig te maken en uiterst draagbaar is, werd deze tijdens en na de laatste ijstijd wijdverbreid gebruikt in grote delen van Noord-Azië en Noordoost-Siberië. Microkling-technologie was zeer efficiënt voor de jacht omdat er gebruik werd gemaakt van lichte speren met weerhaken. Tijdens de ijstijd leden jager-verzamelaars onder een tekort aan voedselbronnen, waardoor ze vaker moesten verhuizen. Microklingen waren geschikt voor hoge mobiliteit en snelle wapenproductie, en verminderden ook het falen van de jacht en verloren of beschadigd raken van wapens. Met andere woorden, in de omgeving met beperkte hulpbronnen van het Laatste Glaciale Maximum investeerden jager-verzamelaars meer tijd in het verwerven van betere grondstoffen en het ontwikkelen van de lithische  technologie. De punten met weerhaken openden wonden en het resulterende bloedverlies doodde de prooi sneller en met minder verlies van jachtuitrusting dan traditionele speren.
Deze veranderingen in de lithische technologie lijken aanpassingen te zijn geweest aan de verminderde beschikbaarheid van hulpbronnen als gevolg van klimaatveranderingen tijdens het Laatste Glaciale Maximum en de Jongere Dryas, waardoor efficiëntere levensonderhoudsstrategieën mogelijk waren. Een belangrijke site om meer te leren over de diverse aanpassingen van de microkling is Shuidonggou. Op deze plek werden microklingen gevonden, samen met diverse artefacten: naalden, priemen en het benen handvat van een mes. Dit handvat is een indicator dat microklingen voor meerdere doeleinden werden gebruikt en niet langer exclusief voor de jacht waren.  Op ten minste één locatie in Noord-China werden microklingen aangetroffen in de context van door hitte verbrijzelde en verbrande steen, meestal bewijs voor het koken met stenen. Een andere strategie voor intensivering van hulpbronnen die erop gericht is meer voedingsstoffen uit voedselbronnen terug te winnen door te koken.
De eerste bewoners van Amerika brachten de technologie mee over de Beringlandbrug naar Noord-Amerika. Meerdere Indiaanse groepen gebruikten microkling-technologie, zoals de Poverty Point, Hopewell en Mayacultuur, en de volkeren aan de noordwestkust. 
Gespecialiseerde ambachtslieden vervaardigden miljoenen microklingen in het Mississippiaanse rijk Cahokia in Illinois, evenals de Chumash-ambachtslieden op de Northern Channel Islands in Californië. In beide gevallen werden microklingen tot een punt geslepen en aan het uiteinde van stokjes bevestigd, waardoor microboren ontstonden. Deze microboren werden gebruikt om gaten in zeeschelpen te boren om kralen te maken. Schelpkralen werden door de Chumash als geld gebruikt, en als gevolg daarvan waren microklingen een essentieel onderdeel van de Chumash-economie.